# 戸倉緑子
戸倉 緑子（とくら みどりこ、1936年 - ）は、日本のファッションモデル。1956年のミス・ワールド・ジャパン（ミス・ワールド日本代表）である。1951年に始まったミス・ワールドに日本が初めて送った代表であり、世界大会で第4位に入賞した。これは現在（2021年4月）に至るまでミス・ワールド・ジャパンとして最高順位である。

## 来歴・人物
1936年、山口県下関市に生まれる。
1955年からFMGに所属し、ファッションモデルとして活動。
1956年9月、20歳のときミス・ワールドの日本大会に東京都代表として出場し、初代のミス・ワールド日本代表に選ばれた。
同年10月にロンドンで行われた第6回ミス・ワールド世界大会（ミス・ワールド1956）に日本代表として初めて参加し、第4位入賞した。BOACの故障で荷物の到着が7日も遅れ、毎晩同じ着物でパーティーに出なければならず、5日目には泣き出してしまったという。この年の大会に参加したのは24か国で、日本は中東を除くアジアで唯一の参加国であったが、身長165cm、体重54kg、バスト85 cm、ヒップ90 cmの体格に53 cmの細いウエストというプロポーションは水着審査で高い評価を得た。
その後もファッションモデルとして活動した。1961年10月22日、「ウールフェア」の最後を飾るイベント「1961ウールファッションショーとウールヒットパレード」に出演。松尾和子、ノーメン西本、渡辺美智子、スリー・バンビーズ、大野喬とナイト・シックスが歌唱を披露している。1964年8月にはシドニーを訪れ、日本のシルク製品を着てアピールした。また、伊東絹子とともにシドニー・オペラハウスで蝶々夫人の一節を披露した。

### フィルモグラフィ
- 1955年4月9日 - 1962年7月14日　『日真名氏飛び出す』KR（現・TBS）[7]
- 1960年2月19日　『クラボウ・ミステリー　影』のエピソード「仮面紳士」NET（現・テレビ朝日）[8]
- 1961年1月1日　『水平線のかなたへ』NHK総合 - 子供向けミュージカルドラマ[9]